# Termokarst

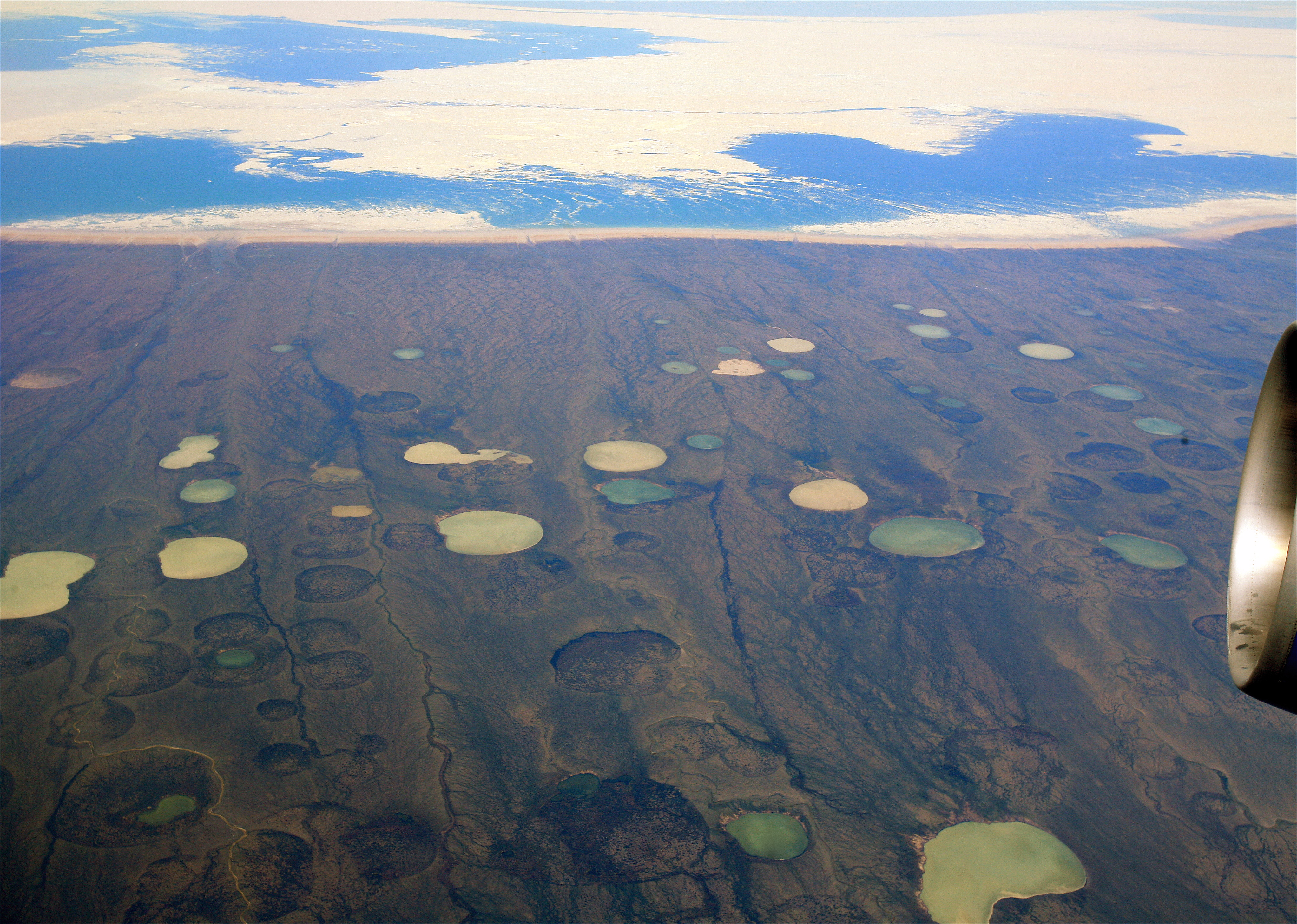
Lagunas de deshielo de Permafrost en la Bahía de Hudson, Canadá, en 2008.

El termokarst es una superficie de terreno caracterizada por superficies muy irregulares de hondonadas pantanosas y pequeñas colinas formadas debido al deshielo de permafrost rico en hielo, que ocurre en zonas árticas y en menor escala en zonas montañosas como el Himalaya o los Alpes Suizos. Estas superficies cubiertas de cráteres se parecen a aquellas formadas por la disolución en algunas áreas kársticas de la roca caliza, y es por ello que el sufijo karst aparece en su nombre incluso sin la presencia de caliza. Las pequeñas cúpulas que se forman en su superficie debido a la hinchazón del terreno por efecto de la escarcha al principio del invierno son solo características temporales. Estas colapsan con la llegada del deshielo del siguiente verano dejando una pequeña depresión en la superficie. Algunas lentes de hielo crecen y forman grandes colinas de superficie, que pueden durar varios años y que a veces están recubiertas de hierbas y ciperáceas, hasta que empiezan a fundirse. Estas superficies abultadas se colapsan eventualmente, de manera anual o después de largos periodos y forman depresiones que contribuyen a desnivelar las superficies. Todas ellas son englobadas bajo la categoría general de termokarst.
El término relacionado lago termokarst, también llamado lago de deshielo o lago de colapso, se refiere a un cuerpo de agua dulce, generalmente de poca profundidad, que se forma en una depresión por agua de deshielo a partir de permafrost en deshielo. El deshielo continuado del sustrato de permafrost puede conducir al drenaje y eventual desaparición de los lagos de termokarst, que permanecen, en esos casos, como un fenómeno geomorfológico temporal. En años recientes, los lagos de termokarst se han vuelto cada vez más comunes en Siberia y en otros ecosistemas de tundra.